# PUVA療法
PUVA療法（プバりょうほう）は、薬剤のソラレン(Psoralen)と長波長の紫外線（UVA、紫外線A波）を併用する光線療法である。皮膚疾患の治療に使う。ソラレンを外用するか内服するかの2種類の方法がある。最小光毒量の半分程度の紫外線から開始し、徐々に増量していく。
ナローバンドUVB療法は、紫外線B波の帯域を絞ったものでソラレンは使わない。こうした光線療法ではPUVAよりもUVBが優先されることも多い。このUVBについても記す。

## 適用疾患
皮膚科領域の多くの疾患が適応となる。
- 尋常性白斑
- 乾癬
- 類乾癬
- 掌蹠膿疱症
- 菌状息肉症
- 悪性リンパ腫
- アトピー性皮膚炎
- 円形脱毛症 (2020年4月から保険適応)

### 有効性
2012年の日本の尋常性白斑のガイドラインでも、光線療法を使う場合にはPUVAより治療効果に優れるとしてUVBが優先される。
乾癬ではステロイド外用薬やビタミンD外用薬は、軽症から中等症に対する治療の第一選択肢であり、それらが無効か重症では光線療法が考慮されるが、PUVAでは副作用と使用頻度の制限がありUVBが一般に用いられる。
2017年のレビューでは、白斑に対するナローバンドUVBの29研究が、PUVAの9研究が見つかり、軽度以上の改善を示したのはUVBで12か月後に75%、PUVAで12か月後に61.6%であった。UVBの3か月時点と比べて、12か月時点で反応した人が約13%増加しているため、UVB療法が有効か否かの判定は少なくとも6か月時点まで待つ必要があることが分かった。

## 副作用
PUVAの主な副作用には、吐き気や、重度の日焼け、水疱、色素沈着がある。長期的には皮膚の悪性腫瘍の増加があり、効果的な治療だが使用頻度に制限が出てくる。約400回、累積照射量1000J/cm2で発癌したという報告がある。
薬剤や病気が原因の光線過敏や、皮膚がんでは禁忌となる。

## ナローバンドUVB療法
UVB（紫外線B波）を使う光線療法には、以下の2種類がある。
- 広帯域UVB（波長 280 - 315 nm）
- 狭帯域UVB（波長 311 nm、ナローバンドUVB療法）

紫外線の帯域を絞ったナローバンドUVB療法ではソラレンは使わない。
UVB療法では、一般に外来で週に2-3回通院することもあるが状況によっては外来では高額になることがあり、1970年代にはスウェーデンで家庭用UVB治療機器が使われるようになり、安全性の点での改良も進んできた。望ましいピンク色と、紅斑や熱感とをの違いを学習する必要があり、熱傷や水疱が生じた際には医師の診察が必要となる。

## KUVA療法
KUVA療法は、ソラレンより光毒性やDNA変異原性が少ないとされるケリンを使ったもので、ケリンにも肝機能障害やアレルギー反応の副作用があるため、さらにケリン誘導体が開発され用いられている。この治療法の発がん性のリスクは確定される必要がある。。

## 開発
1959年以降、UVAとソラレンの使用について、科学者と臨床医の間で情報交換するために6つ以上の皮膚科学会議でのテーマとなった。トーマス・B・フィッツパトリックは、国際会議を推進し、1988年には欧米や日本でPUVA療法が用いられるようになった。